# Marinus van der Maarel
Marinus van der Maarel (Den Haag, 1 september 1857 – aldaar, 17 maart 1921) was een Nederlands kunstschilder. Hij wordt gerekend tot de tweede generatie van de Haagse School.

## Leven en werk
Marinus van der Maarel bezocht de Koninklijke Academie van Beeldende Kunsten in zijn geboorteplaats Den Haag en kreeg daar les van Antonie Franciscus Dona en Willem Maris. Hij was een studiegenoot van Willem de Zwart, George Hendrik Breitner en Floris Verster.
Het kunstklimaat werd in de tijd van Van der Maarel nog sterk gedomineerd door de schilders van de Haagse School. Zijn stijl werd uiteindelijk definitief bepaald door Willem Maris, bij wie hij na zijn studie aan de academie enige tijd in de leer ging. Van Maris leerde hij het heldere, 'heiige' licht van de Hollandse kust te schilderen. Ook nam hij diens losse, impressionistische manier van schilderen over en een voorkeur voor strand- en duingezichten, vaak met kinderen of vissers. Verder schilderde, tekende en etste hij figuren, stillevens en portretten (onder andere van de Haagse museumdirecteur Adriaan Pit). Zijn werk valt op door het typerende kleurgebruik, dat veelal uit roodbruine achtergrondtonen bestaat.
Vanaf 1884 werd veel van Van der Maarels werk, samen met dat van Willem en Jacob Maris, Anton Mauve en George Breitner tentoongesteld en verkocht in de Haagse vestiging van Van Wisseling & Co op het Buitenhof.
Van der Maarel gaf les aan Frederik Salberg en was lid van Arti et Amicitiae te Amsterdam. Hij overleed in 1921, 63 jaar oud. Zijn werk is onder andere te zien in het Haags Gemeentemuseum, de Mesdag collectie in Den Haag en het Kröller-Müller Museum te Otterlo.

## Galerij

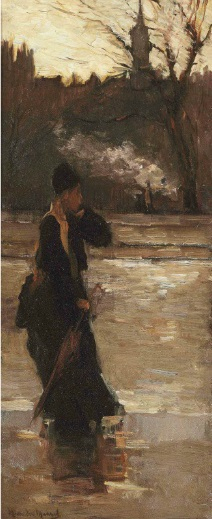
Elegante dame
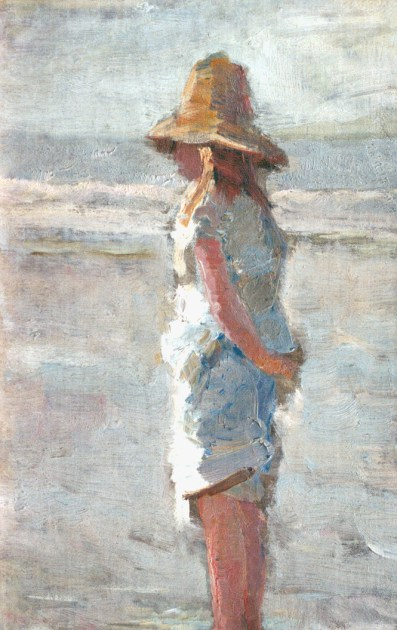
Meisje aan het strand
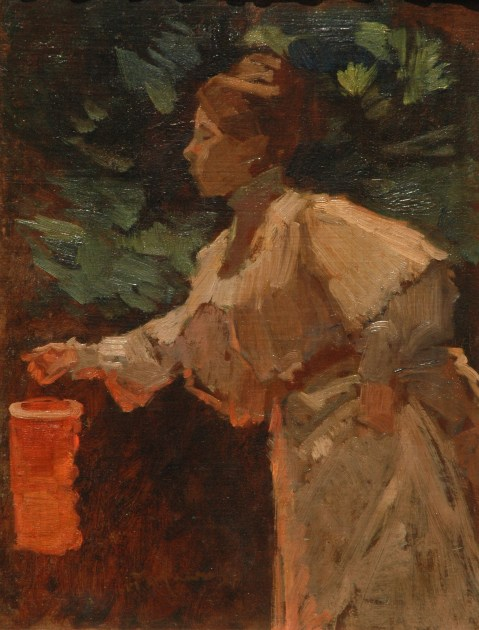
Vrouw met lampion
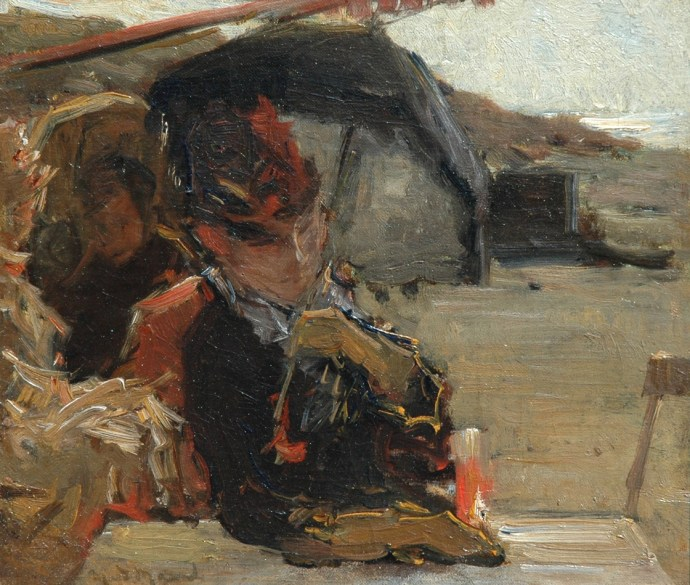
Vrouw op het terras van Zeerust, Scheveningen
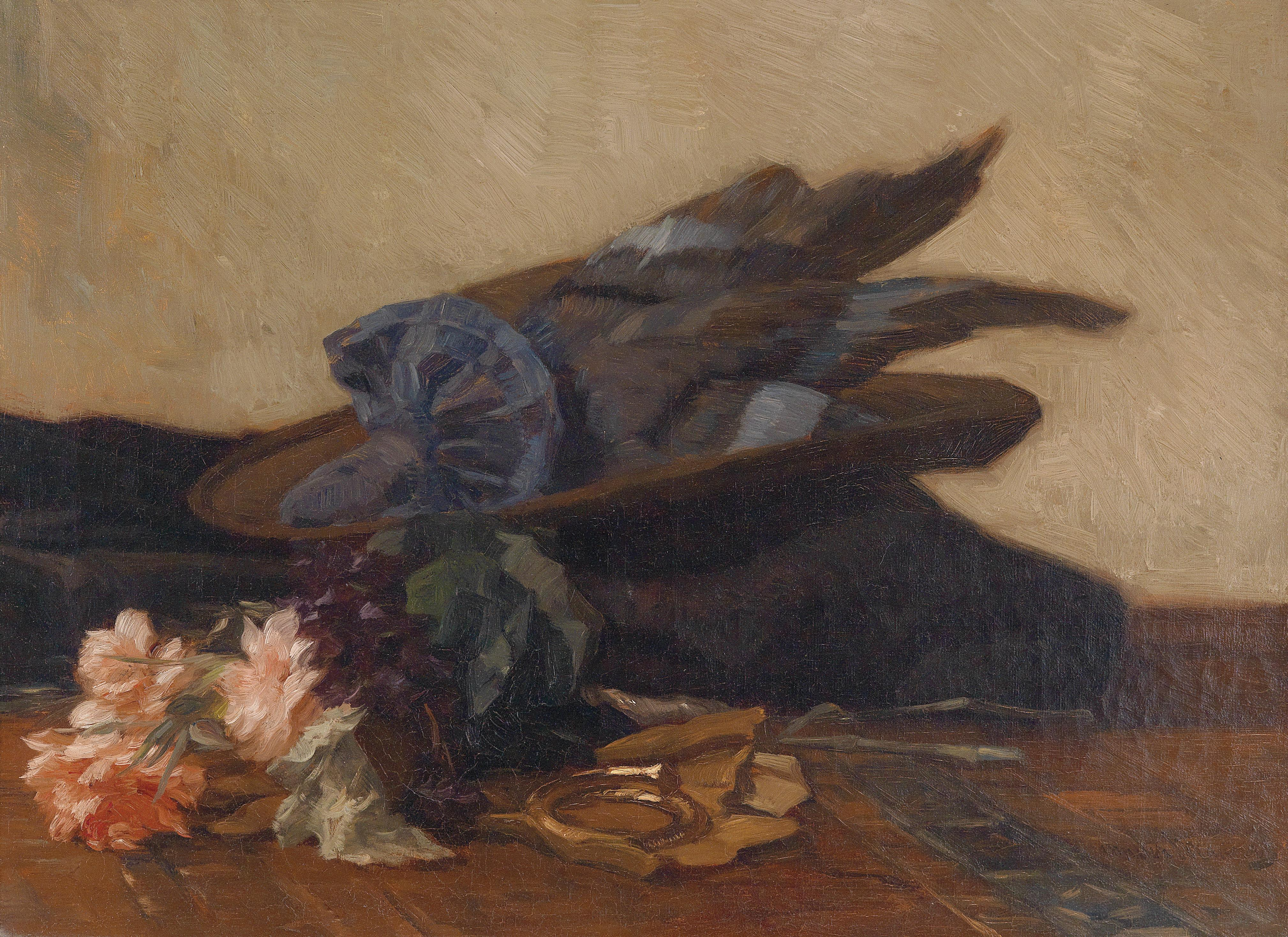
Stilleven met hoed en rozen